# Stor-Snägden (Ljustorps socken, Medelpad)
Stor-Snägden är en sjö i Timrå kommun i Medelpad och ingår i Indalsälvens huvudavrinningsområde. Sjön är 9,5 meter djup, har en yta på 0,0558 kvadratkilometer och befinner sig 272,3 meter över havet. Sjön avvattnas av vattendraget Hamrebäcken. Vid provfiske har öring fångats i sjön.

## Delavrinningsområde
Stor-Snägden ingår i det delavrinningsområde (694495-157835) som SMHI kallar för Mynnar i Ljustorpsån. Medelhöjden är 200 meter över havet och ytan är 31,29 kvadratkilometer. Det finns inga avrinningsområden uppströms utan avrinningsområdet är högsta punkten. Hamrebäcken som avvattnar avrinningsområdet har biflödesordning 3, vilket innebär att vattnet flödar genom totalt 3 vattendrag innan det når havet efter 22 kilometer. Avrinningsområdet består mestadels av skog (86 procent). Avrinningsområdet har 0,06 kvadratkilometer vattenytor vilket ger det en sjöprocent på 0,2 procent. Bebyggelsen i området täcker en yta av 0,32 kvadratkilometer eller 1 procent av avrinningsområdet.